# Elias Simojoki
Lauri Elias Simojoki (till 1926 Simelius), född 28 januari 1899 i Rautio, död 25 januari 1940 i Impilax, var finländsk präst och politiker. 
Simojoki var kaplan i Kiuruvesi 1929–1940 och riksdagsman för Fosterländska folkrörelsen 1933–1939. Under mellankrigstiden blev han legendarisk för sin fanatiska fosterländskhet; han inskrevs 1922, sedan han deltagit i finska inbördeskriget och två militära expeditioner till Fjärrkarelen, som medlem nummer 1 i Akademiska Karelen-Sällskapet. Han utövade på 1920- och 1930-talen ett betydande ideologiskt inflytande på den finskspråkiga skol- och studentungdomen. Han stupade under vinterkriget. 
Simojoki stod som modell för frihetsstatyn i Tammerfors.